# 이즈리얼 커즈너

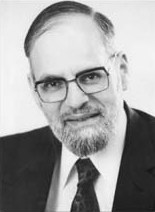
이즈리얼 커즈너

이즈리얼 커즈너(Israel Kirzner, 1930년 2월 13일 ~ )는 영국 런던 태생의 미국의 오스트리아 학파 경제학자이자 랍비 철학자이다.

## 같이 보기
- 프리드리히 하이에크
- 밀턴 프리드먼